# Melese intensa
Melese intensa là một loài bướm đêm thuộc phân họ Arctiinae, họ Erebidae.